# Paula Kohlschütter
Paula Kohlschütter (* 10. Juni 1851; † 23. Januar 1932 in Dresden) war eine deutsche Malerin, Radiererin und Grafikerin.

## Leben
Paula Kohlschütter lebte in Dresden und studierte privat in der Malerinnenschule von Franz Kops in Blasewitz. Der Zugang zu einem staatlichen Studium an der Dresdner Kunstakademie blieb Frauen bis 1919 in Dresden verwehrt. Anschließend studierte sie in Paris bei Julius Rolshoven und Gustave Courtois.
Paula Kohlschütter war von 1884 bis 1916 Mitglied des Vereins der Berliner Künstlerinnen und nahm an mehreren Ausstellungen des Vereins teil. In Dresden war sie Mitglied der Gruppe Dresdner Künstlerinnen, Ortsverband Dresdner Künstlerinnen des damals neu gegründeten Bundes deutscher und österreichischer Künstlerinnenvereine. Sie war Mitglied der Allgemeinen Deutschen Kunstgenossenschaft.
Dressler listet 1930 ihren Wohnort mit Ostbahnstraße 34 in Dresden. In den mehrgeschossigen Mietshäusern der Ostbahnstraße befanden sich zu dieser Zeit die Ateliers zahlreicher Künstler.

## Werk
Paula Kohlschütter malte Porträts, Landschaften, Genrebilder in Öl, Pastell und Aquarell.

## Ausstellungen (Auswahl)
- 1884: Verein der Berliner Künstlerinnen
- 1887: Große Aquarellausstellung Dresden
- 1890: Verein der Berliner Künstlerinnen
- 1892: Verein der Berliner Künstlerinnen
- 1893: Große Berliner Kunstausstellung
- 1896: Verein der Berliner Künstlerinnen
- 1898: Verein der Berliner Künstlerinnen
- 1899: Große Berliner Kunstausstellung
- 1901: Internationale Kunstausstellung Dresden
- 1901: Verein der Berliner Künstlerinnen
- 1904: Münchener Jahresausstellung im königlichen Glaspalast
- 1906: Sächsische Kunstausstellung
- 1908: Galerie Arnold, Gruppe Dresdner Künstlerinnen
- 1909: Große Aquarellausstellung Dresden
- 1912: Große Kunstausstellung, Dresden